# 反刍综合征
反芻症候群或梅毒現像是一種移動性運動障礙，其特徵是由於腹部周圍肌肉的不自主收縮，大多數食物在進食後會毫不費力地反流。 與典型嘔吐一樣，不會出現與反流相關的乾嘔、噁心、胃灼熱、異味或腹痛，且反流的食物未消化。歷史記錄表明，這種疾病僅影響嬰兒、幼兒和有認知障礙的人（在住院的各種精神障礙患者中，患病率高達 10%）。儘管醫生、患者和公眾對這種疾病缺乏認識，但越來越多的健康青少年和成年人被診斷出患有這種疾病。
反芻症候群有多種表現形式，典型的無精神障礙成年患者的表現與有精神障礙的成人患者的表現之間存在特別高的對比。與相關的胃腸道疾病一樣，沉思會對個人的正常功能和社交生活產生不利影響。它與憂鬱症有關。
關於健康個體的反芻症候群的全面數據很少，因為大多數人對自己的病情保密，並且由於症狀的數量以及反芻症候群與其他胃和食道疾病（例如胃輕癱和貪食症）之間的臨床相似性而常被誤診神經質。這些症狀包括酸引起的食道和琺瑯質腐蝕、口臭、營養不良、體重嚴重減輕和食慾不振。個體可能在攝入後一分鐘內開始反流，並且攝入和反流的整個週期可以模仿貪食症的暴食和清除。